# سذاب رقيق
السذاب الرقيق (باللاتينية: Ruta bracteosa)  نوع نباتي يتبع جنس السذاب من الفصيلة السذابية.
يحتوي النبات على مواد يمكن أن تسبب حروقاً إذا لامست الجلد وبخاصة في أوقات الحر.

## البيئة والانتشار
موطنه جنوب إسبانيا وجزر البليار التابعة لها ومنطقة جبال البرانس.